# Daniel Martínez Terrazas
Oscar Daniel Martínez Terrazas (17 de enero de 1986, Chihuahua) es un político mexicano, miembro del Partido Acción Nacional (PAN). Ha sido diputado federal para el periodo de 2018 a 2021.

## Reseña biográfica
Daniel Martínez Terrazas es licenciado en Administración, y cuenta con diplomados en Economía Social de Mercado, Asuntos Electorales, Marketing Político y en Liderazgo y Estrategia Electoral.
De 2004 a 2006 fue auditor de Fomento Económico de Cuernavaca, Morelos. De 2010 a 2011 fue coordinador general de Acción Juvenil y de 2011 a 2012 coordinador de Formación, ambos en la Secretaria Nacional de Acción Juvenil del PAN.
En 2018 fue electo diputado federal por el principio de representación proporcional a la LXIV Legislatura que concluyó en 2021 y en la que fue secretario de las comisiones de Juventud y Diversidad Sexual; y de Radio y Televisión así como integrante de la de Relaciones Exteriores.
En 2021 buscó la reelección en el cargo legislativo, siendo postulado tanto en la lista para representación proporcional, como por el Distrito 1 de Morelos. No logró el triunfo electoral en el distrito 1, que correspondió a Jorge Alberto Barrera Toledo de Morena, pero si fue electo por el principio de representación proporcional para la LXV Legislatura y recibiendo la correspondiente constancia de elección.

## Controversias
Cobró notoriedad desde la campaña electoral por ser registrado como representante de una comunidad indígena, presentando los documentos de autoadscripción a la población de San Juan Tetelcingo en el municipio de Tepecoacuilco de Trujano en el estado de Guerrero.  En una entrevista el 13 de mayo de 2021, al ser cuestionado sobre el lugar en donde estaba ubicado su municipio de procedencia, no supo indicar el nombre y señaló que “no era relevante”.Ante cuestionamientos posteriores llegó a acusar a la prensa de trato discriminatorio con los pueblos indígenas. “Un indígena no tiene que medir un metro y tiene que tener la tez de un color”. Como respuesta, el 25 de agosto de 2021 la comunidad de San Juan Tetelcingo anunció que lo desconocía como representante y denunció que el documento de autoadscripción habría sido una falsificación, por lo que interpusieron una denuncia ante el Tribunal Electoral del Poder Judicial de la Federación;esta instancia les dio la razón el 28 de agosto y resolvió que tanto Daniel Martínez Terrazas como su suplente eran inelegibles y por tanto les retiró sus constancias de elección.